# Tsurui
Tsurui (japanska: 鶴居村?, Tsurui-mura) är en landskommun (by) i Hokkaido prefektur i Japan. 